# 羅奇峰 (伯德島)

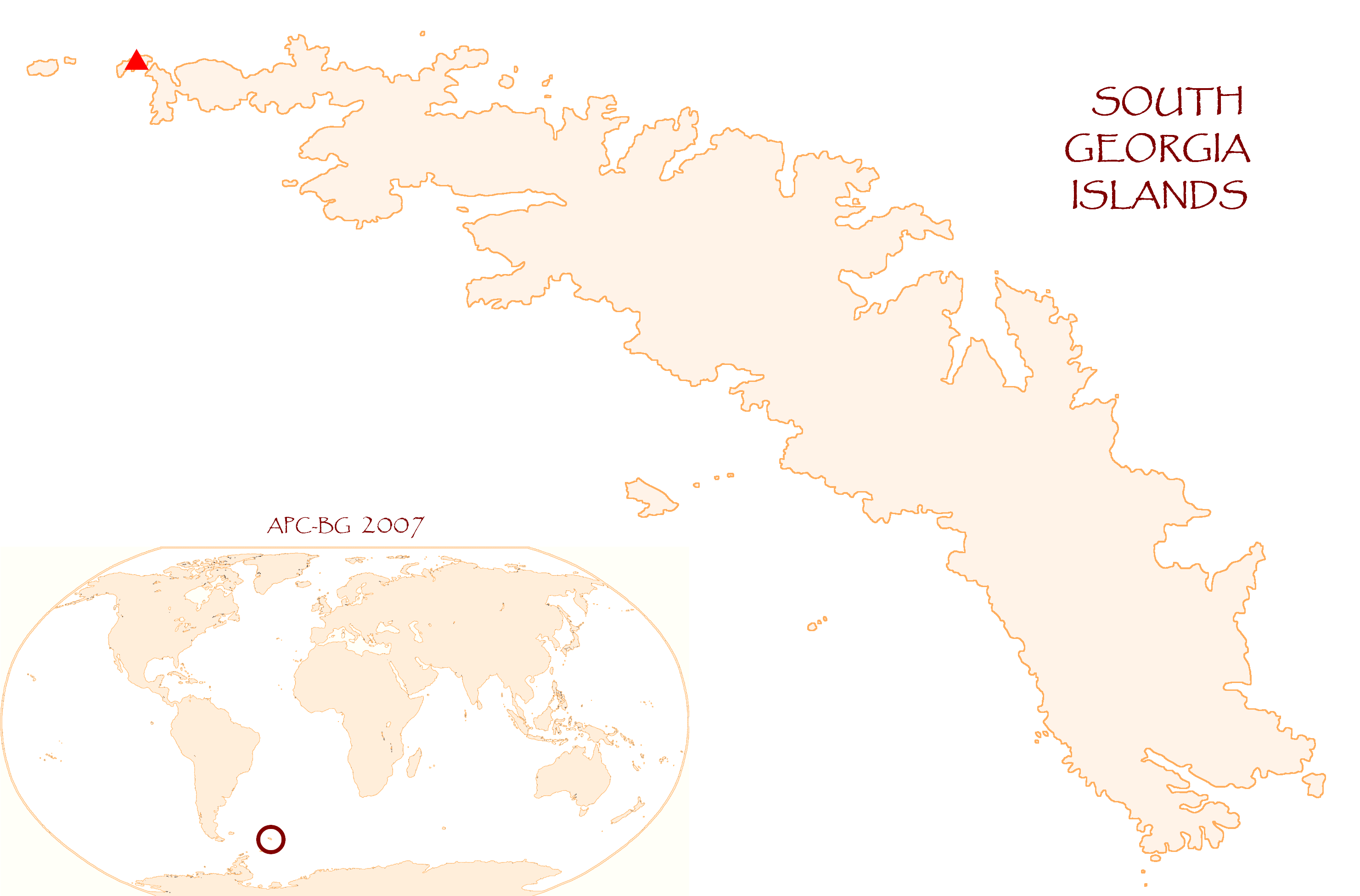
羅奇峰位於南喬治亞島以西的伯德島

羅奇峰（英語：Roché Peak），是英國海外領土南喬治亞與南桑威奇群島的山峰，位於南喬治亞群島的伯德島，處於該島東端以西1.6公里，海拔高度365米，在1960年由英國南極名稱諮詢委員會命名。
.